# Порівняльна лінгвістика
Порівняльна лінгвістика (контрастивна лінгвістика, зіставне мовознавство) — розділ мовознавства, який порівнює мови для встановлення їхньої історичної спорідненості; у широкому значенні комплекс лінгвістичних дисциплін, які використовують зіставлення, порівняння. У такому випадку до порівняльної лінгвістики відносять порівняльно-історичне, ареальне, типологічне мовознавство, перекладознавство і зіставне мовознавство у вузькому розумінні (лінгвістична наука, що вивчає спільне та відмінне у мовах).
Спорідненість мов передбачає існування прамови або спільне походження, а порівняльна лінгвістика працює над побудовою мовних сімей і макросімей, реконструюванням прамови та визначенням шляхів і законів виникнення задокументованих мов (для позначення незбережених реконструйованих форм лінгвісти використовують знак зірочки перед ними). Сучасні методи класифікації мов пройшли тривалий процес розвитку від простого аналізу до перевірки гіпотез за допомогою штучного інтелекту.